# Droga wojewódzka 878
Die Droga wojewódzka 878 (DW 878) ist eine 40 Kilometer lange Droga wojewódzka (Woiwodschaftsstraße) in der polnischen Woiwodschaft Karpatenvorland, die Stobierna mit Dylągówka verbindet. Die Strecke liegt im Powiat Rzeszowski und in der Kreisfreien Stadt Rzeszów.

## Streckenverlauf
Woiwodschaft Karpatenvorland, Powiat Rzeszowski
-  Stobierna (DK 19)
-  Jasionka (S 19, DK 19, DW 869)
-  Nowa Wieś (A 4, S 19, DK 19, DK 97)
-  Trzebownisko (DK 19)

Woiwodschaft Karpatenvorland, Kreisfreie Stadt Rzeszów
-  Rzeszów (A 4, S 19, DK 9, DK 19, DK 94, DK 97)

Woiwodschaft Karpatenvorland, Powiat Rzeszowski
- Tyczyn
- Kielnarowa
- Borek Stary
- Brzezówka
- Hyżne
-  Dylągówka (DW 877)